# Kleine vaalhoed
De kleine vaalhoed (Hebeloma hiemale) is een schimmel in de familie Hymenogastraceae. Hij vormt ectomycorrhiza met loofbomen. Hij is bekend van Carpinus, populieren (Populus), eiken (Quercus) en sparren (Picea). Hij komt voor in loof- en naaldbossen en langs lanen op droge tot vochtige, humeuze (maar soms humusarme), voedsel- en kalkrijke klei, leem- en zand.

## Kenmerken

### Uiterlijke kenmerken
Hoed
De hoed heeft een diameter van 1,5 tot 3,5 cm. De vorm is licht conisch-convex of koepel-convex. De rand is aanvankelijk omgekruld, later recht. Het oppervlak is glad, vettig, roze-bruinachtig, geel-bruinachtig, bleek crème aan de rand met een witte rand van enkele millimeters breed. In gedroogde exemplaren is de hoed geelbruin en vaag tweekleurig.
Lamellen
De lamellen zijn vrij dicht bij elkaar. De kleur is aanvankelijk wit tot bleek melkachtig koffiekleurig, daarna lichtbruin. In gedroogde exemplaren zijn de lamellen bruin met witte randen. De lamelsnede is wit, donzig, met druppels vloeistof. Er zijn 48 tot 60 lamellen die tot aan de stel reiken.
Steel
De steel  heeft een lengte van 2 tot 4,5 cm en een dikte van 0,5–1,2. De steel is vlak, licht knotsvormig aan de basis. Het oppervlak is wit-crèmekleurig, over het grootste deel van de lengte volledig bedekt met grote pluisjes, aan de onderkant gladder.
Vlees
Wit tot waterig crème. Hij ruikt zwak naar radijs.

### Microscopische kenmerken
De basidia meten 25–35 × 7–9 µm, meestal vier-sporig, sommige twee-sporig, soms met lange steeltjes (tot 5 µm). De sporen zijn geelbruin, sommige lichtbruin in Melzers reagens, grofkorrelig, amandelvormig, citroenvormig en meten (8,7) 9,0–14,1 (16,5) × (4,3) 4,5–8,1 (8,8) µm. De cheilocystidia zijn lang, licht knotsvormig of flesvormig, sommige met septen, 35–75 µm lang, aan de top 6–9 µm, in het midden 4–6 µm, aan de basis 4,5–9 µm, soms verdikt in het midden. Er zijn geen pleurocystidia aanwezig. De hoedhuid is 60–200 µm dik, met enkele ingesloten hyfen.

## Ecologie
Een terrestrische mycorrhiza-schimmel die voorkomt tussen grassen in bossen, struikgewas en bergweiden, vooral op kalksteensubstraten. In Europa komt hij voor in laaglandduinen, struikgewas, tuinen en parken, en in subalpiene en alpiene habitats. Het bestaat naast een breed scala aan loofbomen en naaldboomsoorten, waaronder veel wilgensoorten.

## Verspreiding
De kleine vaalhoed komt voor in Noord-Amerika, Europa, Noord-Afrika, Azië, Australië en Nieuw-Zeeland. De soort is wijd verspreid in Europa en er zijn vele vindplaatsen bekend, van de Middellandse Zee tot de Spitsbergen-archipel in de Noordelijke IJszee. In Nederland komt hij matig algemeen voor.

## Foto's

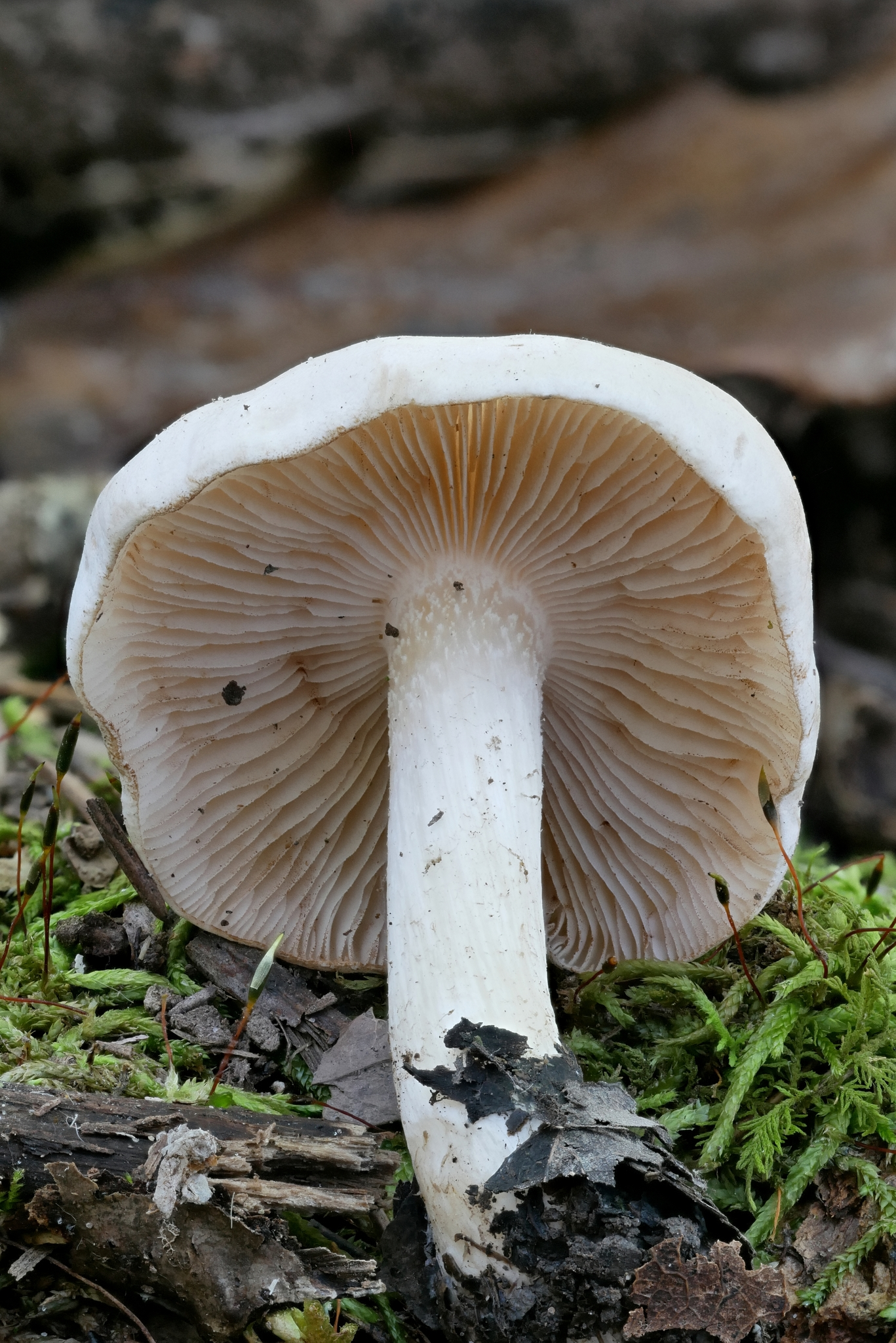
Lamellen
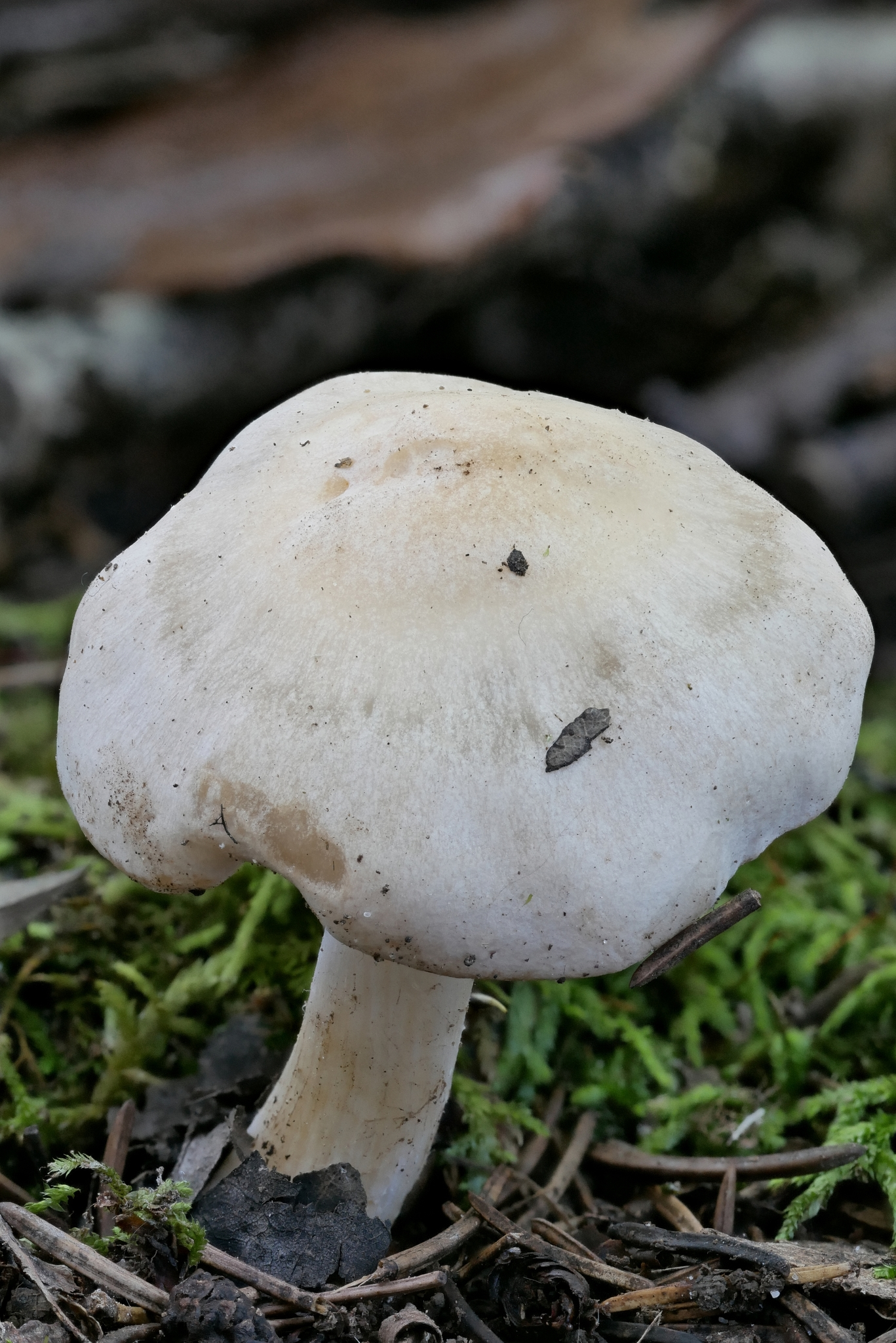
Hoedoppervlak
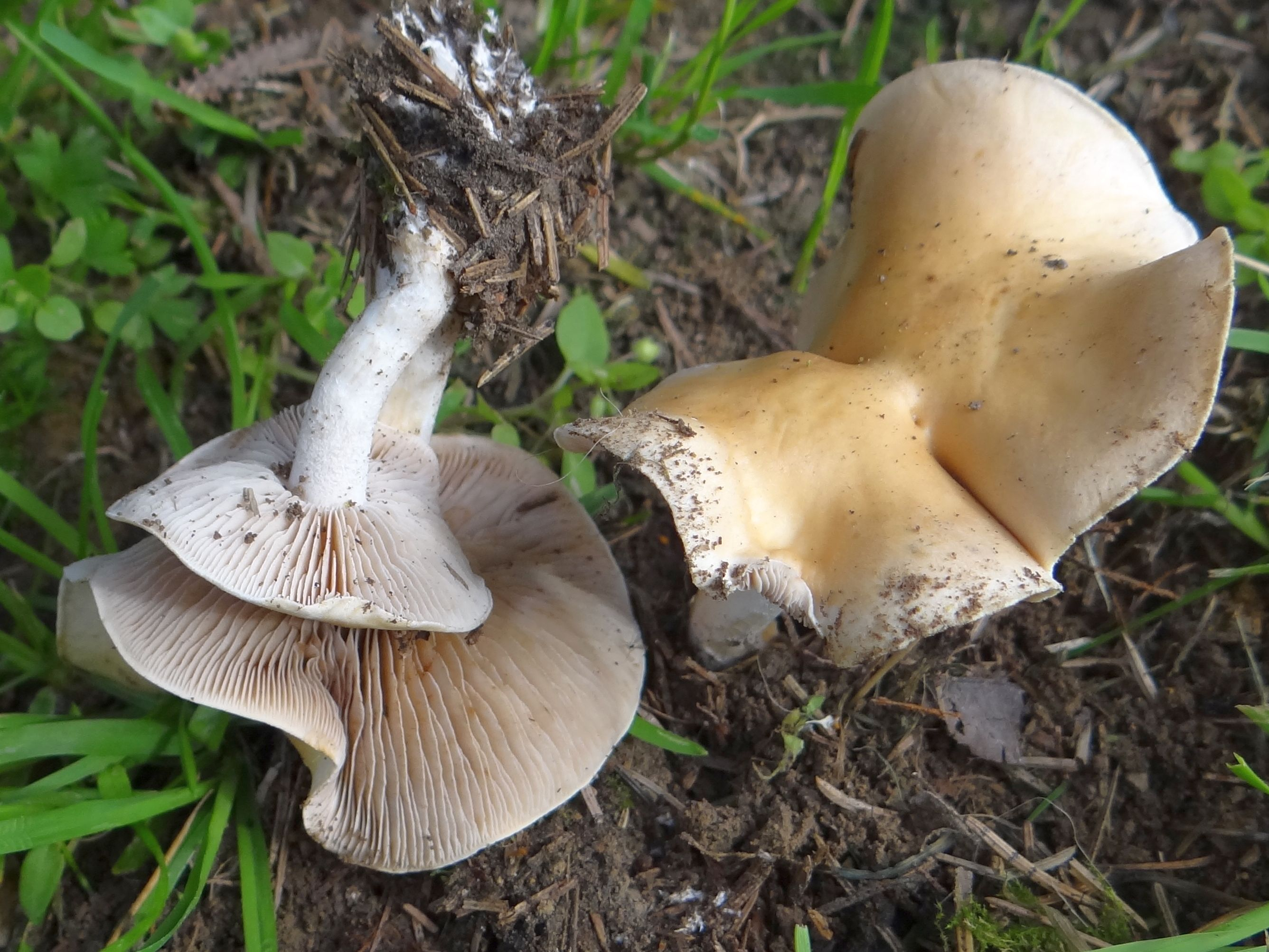
Meerdere exemplaren